# گلاپگانج اوپازیلا
گلاپگانج اوپازیلا (به لاتین: Golapganj Upazila) یک منطقهٔ مسکونی در بنگلادش است که در ناحیه سیلهت واقع شده‌است. گلاپگانج اوپازیلا ۲۷۸٫۳۴ کیلومتر مربع مساحت و ۲۶۳٬۹۵۳ نفر جمعیت دارد.